# Hansen-Trio
Das Hansen-Trio war ein deutsches Klaviertrio, welches 1945 in Hamburg durch
den Pianisten Conrad Hansen gemeinsam mit
dem Violoncellisten Arthur Troester und
dem Geiger Erich Röhn gegründet wurde.
Im neu erwachenden Konzertleben nach dem 2. Weltkrieg begann das Trio mit seiner
Konzerttätigkeit,
die über 30 Jahre andauerte und nahezu alle großen Kammermusikwerke
für diese Gattung zur Aufführung brachte.

## Ausgewählte Aufnahmen
- 1954: Antonín Dvořák: Trio e-moll, op. 90 („Dumky“) / Telefunken[5][6]
- 1956: Franz Schubert: Trio op. 100 / Telefunken[5][7]
- 1956: Ludwig van Beethoven: Tripelkonzert op. 56 – Hansen-Trio mit dem Radio-Sinfonieorchester Stuttgart des SWR unter Hans Müller-Kray[8][9]
- 1959: Johannes Brahms: Klavierquartett g-moll op. 25 mit Ernst Doberitz, Viola[10]